# Nicolien Sauerbreij

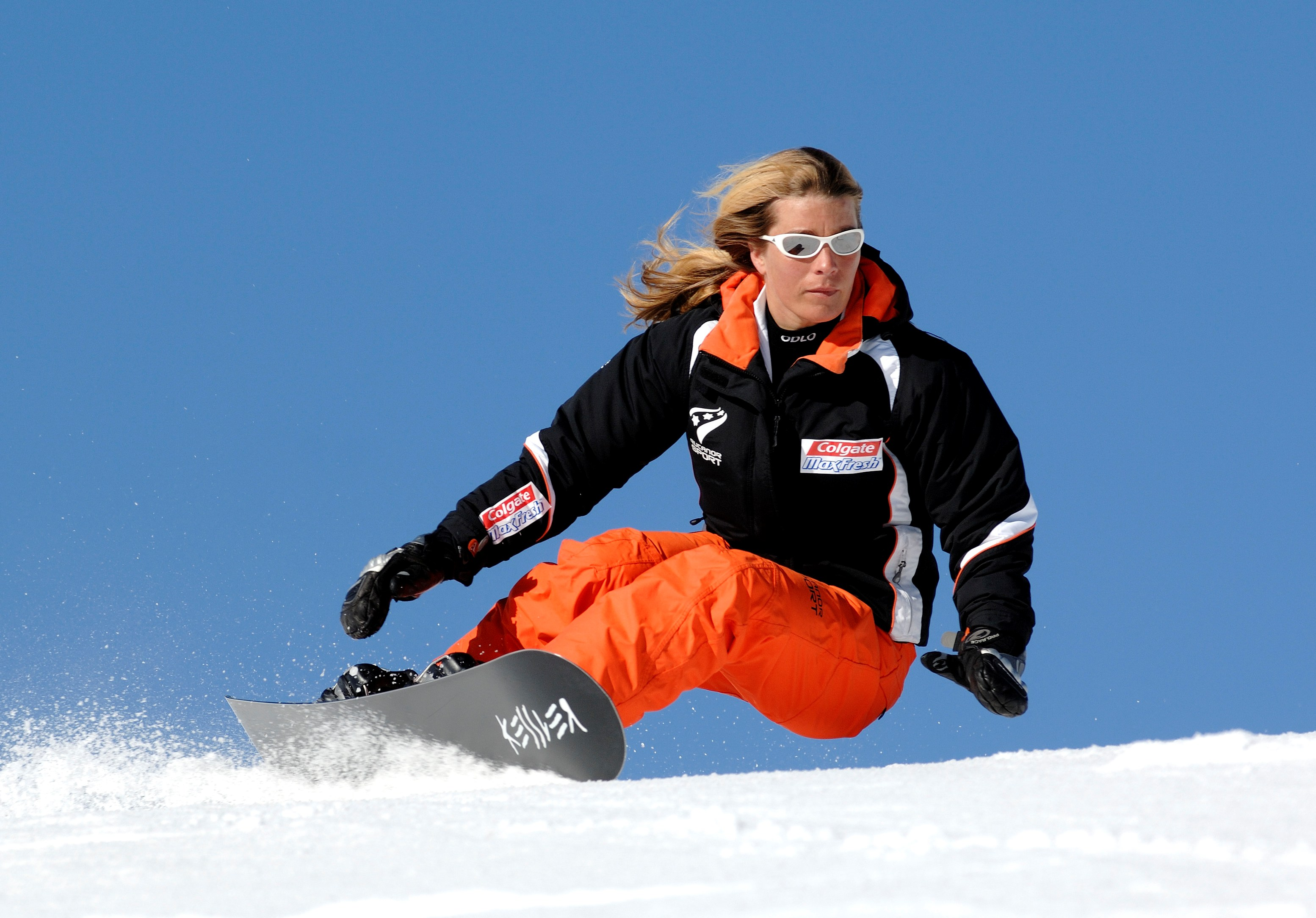
Nicolien Sauerbreij

Nicolien Sauerbreij (De Hoef, 31 juli 1979) is een Nederlands snowboardster. Met het behalen van de algemene wereldbeker snowboarden en een olympische titel is ze de succesvolste Nederlandse snowboarder tot op heden. Ze nam deel aan de Olympische Winterspelen van 2002, 2006,  2010 en 2014.

## Carrière
Sauerbreij, de dochter van een skileraar, stond al op jonge leeftijd op de ski's. Vanaf haar twaalfde begon Sauerbreij met snowboarden en vanaf haar achttiende nam ze deel aan wedstrijden in het wereldbekercircuit. In 2002, 2003 en 2008 behaalde ze zeges in wereldbekerwedstrijden. Tijdens de Olympische Winterspelen 2010 won ze de gouden medaille op de parallelreuzenslalom. Hiermee is ze de houdster van de honderdste Nederlandse olympische gouden medaille en de eerste Nederlander die olympisch goud in de sneeuw won.
In de wereldbeker haalde Sauerbreij haar eerste podiumplaats eind 2001 in het Canadese Mont-Sainte-Anne door als tweede te eindigen op de parallelle reuzenslalom.
Tijdens de Olympische Winterspelen van Salt Lake City in 2002 werden Sauerbreij goede kansen toegedicht. Die werden tenietgedaan doordat ze haar board liet prepareren (het zogenaamde waxen) door een Oostenrijkse waxer. Nadat ze haar kwalificatie-run zonder fouten had volbracht, bleek dat met een zeer slechte kwalificatietijd te zijn gedaan. Hierdoor haalde Sauerbreij de laatste 16 niet. Na onderzoek bleek dat niet de juiste wax was gebruikt en daardoor Sauerbreijs kansen voor een medaille waren vervlogen. Bij de openingsceremonie was ze vlaggendraagster van de Nederlandse delegatie.
In september 2002 boekte ze op de parallelle reuzenslalom haar eerste wereldbekeroverwinning. Dit was in het Chileense Valle Nevado op 15 september 2002. Later in datzelfde seizoen volgde haar tweede overwinning. Nu op de parallelle slalom in het Sloveense Maribor. Zowel in het seizoen 2001/2002 als in 2002/2003 eindigde ze op de tweede plaats in de wereldbeker voor het onderdeel parallelle slalom. In maart 2003 stond ze voor het laatst op het podium tot ze in het seizoen 2007/2008 weer uitstekende prestaties zou gaan leveren.
Tijdens de Olympische Winterspelen 2006 in Turijn wist Sauerbreij zich wel bij de laatste 16 te plaatsen en leek ze af te rekenen met de kwestie die haar vier jaar lang achtervolgde. Bij de laatste 16 nam ze het op tegen de Duitse Amelie Kober, die in de eerste run onderuit ging. Een maximale voorsprong van 1,5 seconden in de tweede run was het gevolg en Sauerbreij stond met één been in de kwartfinale. Ze werd echter op de streep met 0,03 seconden geklopt. Kober ging door en won uiteindelijk het zilver.
Tijdens het wereldbekerseizoen 2007/2008 verkeerde ze in topvorm. Ze wist zelfs de algemene wereldbeker én de wereldbeker parallelle slalom te winnen. Op 9 januari 2008 stond ze voor het eerst in lange tijd weer op het hoogste treetje. Dit was in Bad Gastein op de parallelle slalom. Tien dagen later, in het Spaanse La Molina, herhaalde ze deze prestatie op de parallelle reuzenslalom. Op 24 februari won ze de parallelle reuzenslalom in het Japanse Gujo-Gifu en twee weken later deed ze dit ook in het Canadese Stoneham. Naast de overwinningen haalde ze dit seizoen nog twee keer een tweede plaats en drie keer een derde plaats, waaronder bij de wedstrijd in Landgraaf. Na Carolien van Kilsdonk, die in het seizoen 1995/1996 de wereldbeker op de halfpipe won, werd ze de tweede Nederlandse die een discipline-wereldbeker in het snowboarden in de wacht wist te slepen, en wel bij de parallelle slalom. Daarnaast won ze ook de overall wereldbeker, een tot nu toe ongeëvenaarde prestatie voor een Nederlander.
Vlak voor de start van het seizoen 2008/2009 kreeg de houdster van de wereldbeker een slijmbeursontsteking aan haar linkervoet. Desondanks ging ze van start tijdens de parallelle slalom in Landgraaf waar ze derde werd. Een week later besloot ze om zich te laten opereren aan de slijmbeurs en is meteen een los stukje bot uit de linkervoet verwijderd. Medio december was ze voldoende hersteld en deed weer mee aan de wereldbekerwedstrijden. Op het WK in Zuid-Korea eindigde Sauerbreij als zesde op de reuzenslalom en een week later stond ze weer op het podium van een wereldbeker. Uiteindelijk eindigde ze als vijfde in de wereldbeker van de parallelle reuzenslalom.
Nadat haar resultaten in het vorige seizoen goed waren voor een olympische nominatie plaatste ze zich al aan het begin van het seizoen 2009/2010 voor de Olympische Winterspelen. Een achtste plaats in de eerste parallelle reuzenslalom van het seizoen was voldoende. Twee dagen later herhaalde ze dit resultaat op dezelfde discipline. De derde reuzenslalom van het seizoen won ze op 6 januari in het Oostenrijkse Kreischberg.
Met een achtste plaats in de wereldbekerwedstrijd in het Amerikaanse Telluride kwalificeerde Sauerbreij zich voor de Olympische Winterspelen 2010 in het Canadese Vancouver, waaraan ze als leidster in het wereldbekerklassement deelnam. Op de piste van Cypress Mountain behaalde ze een gouden medaille op het onderdeel parallelreuzenslalom. Sauerbreij is de eerste Nederlandse olympiër na Sjoukje Dijkstra en de tweede ooit die op de Winterspelen een gouden medaille weet te winnen op een onderdeel anders dan het langebaanschaatsen. Wel is de gouden medaille van Sauerbreij de eerste medaille ooit door een Nederlander in de sneeuw behaald. Daarnaast behaalde zij voor Nederland de 100e gouden olympische medaille. Na de eerste finalerace met een verschil van 0,02 seconde op haar directe tegenstandster Jekaterina Iljoechina te hebben verloren, profiteerde Sauerbreij in de tweede finalerace van een bewegingsfout van de Russin en bereikte ze als eerste de eindstreep.
Sinds 2015 is Sauerbreij bij Eurosport ski- en snowboardcommentator en presentator/verslaggever.

## Resultaten

### Olympische Winterspelen
| Jaar | Plaats         | Resultaten                                  |
| ---- | -------------- | ------------------------------------------- |
| 2002 | Salt Lake City | 24e Parallelreuzenslalom                    |
| 2006 | Turijn         | 12e Parallelreuzenslalom                    |
| 2010 | Vancouver      | Parallelreuzenslalom                        |
| 2014 | Sotsji         | 10e Parallelreuzenslalom 20e Parallelslalom |

### Wereldkampioenschappen
| Jaar | Plaats               | Resultaten                                                                      |
| ---- | -------------------- | ------------------------------------------------------------------------------- |
| 1999 | Berchtesgaden        | 15e Parallelslalom 21e Parallelreuzenslalom 21e Reuzenslalom 27e Snowboardcross |
| 2001 | Madonna di Campiglio | 30e Parallelslalom 32e Parallelreuzenslalom 22e Reuzenslalom                    |
| 2003 | Kreischberg          | 14e Parallelslalom 17e Parallelreuzenslalom                                     |
| 2005 | Whistler             | 16e Parallelslalom 13e Parallelreuzenslalom                                     |
| 2007 | Arosa                | 4e Parallelslalom 9e Parallelreuzenslalom                                       |
| 2009 | Gangwon              | 11e Parallelslalom 6e Parallelreuzenslalom                                      |
| 2011 | La Molina            | Parallelslalom · 15e Parallelreuzenslalom                                       |
| 2013 | Stoneham             | 16e Parallelslalom 18e Parallelreuzenslalom                                     |

### Wereldbeker
Eindklasseringen
| Seizoen   | Algm   | PAR    | SBX |
| --------- | ------ | ------ | --- |
| 1999/2000 | 48e    | 26e    | 57e |
| 2000/2001 | 66e    | –      | –   |
| 2001/2002 | –      | Zilver | –   |
| 2002/2003 | –      | Zilver | –   |
| 2003/2004 | –      | 17e    | –   |
| 2004/2005 | –      | 15e    | –   |
| 2005/2006 | 77e    | 29e    | –   |
| 2006/2007 | 32e    | 18e    | –   |
| 2007/2008 | Goud   | Goud   | –   |
| 2008/2009 | 14e    | 5e     | –   |
| 2009/2010 | Zilver | Goud   | –   |
| 2010/2011 | 27e    | 15e    | –   |
| 2011/2012 | –      | 15e    | –   |

Wereldbekerzeges
| Datum            | Plaats       | Discipline           |
| ---------------- | ------------ | -------------------- |
| 15 september     | Valle Nevado | Parallelreuzenslalom |
| 9 februari 2003  | Maribor      | Parallelslalom       |
| 9 januari 2008   | Bad Gastein  | Parallelslalom       |
| 19 januari 2008  | La Molina    | Parallelreuzenslalom |
| 24 februari 2008 | Gujo-Gifu    | Parallelreuzenslalom |
| 8 maart 2008     | Stoneham     | Parallelreuzenslalom |
| 6 januari 2010   | Kreischberg  | Parallelreuzenslalom |
| 14 maart 2010    | Valmalenco   | Parallelreuzenslalom |

## Onderscheidingen
- Ridder in de Orde van de Nederlandse Leeuw - 2010
- Sportvrouw van het jaar - 2010
- Pahud de Mortanges Trofee - 2010

## Trivia
- In 2015 deed Sauerbreij mee met het tv-programma De Zeven Zeeën[3].
- Haar zus Marieke Sauerbreij is eveneens professioneel snowboarder; haar vader Maarten is tevens haar trainer.
- In 2022 deed Sauerbreij mee met het tv-programma Quiz met (sneeuw)Ballen dat werd uitgezonden in de aanloop naar de Olympische Winterspelen van 2022. Ze werd echter voor de halve finale positief getest op corona met als gevolg dat ze zowel de halve finale als de finale moest missen. Deze werden overgenomen door Rintje Ritsma.